# Amazzonomachia

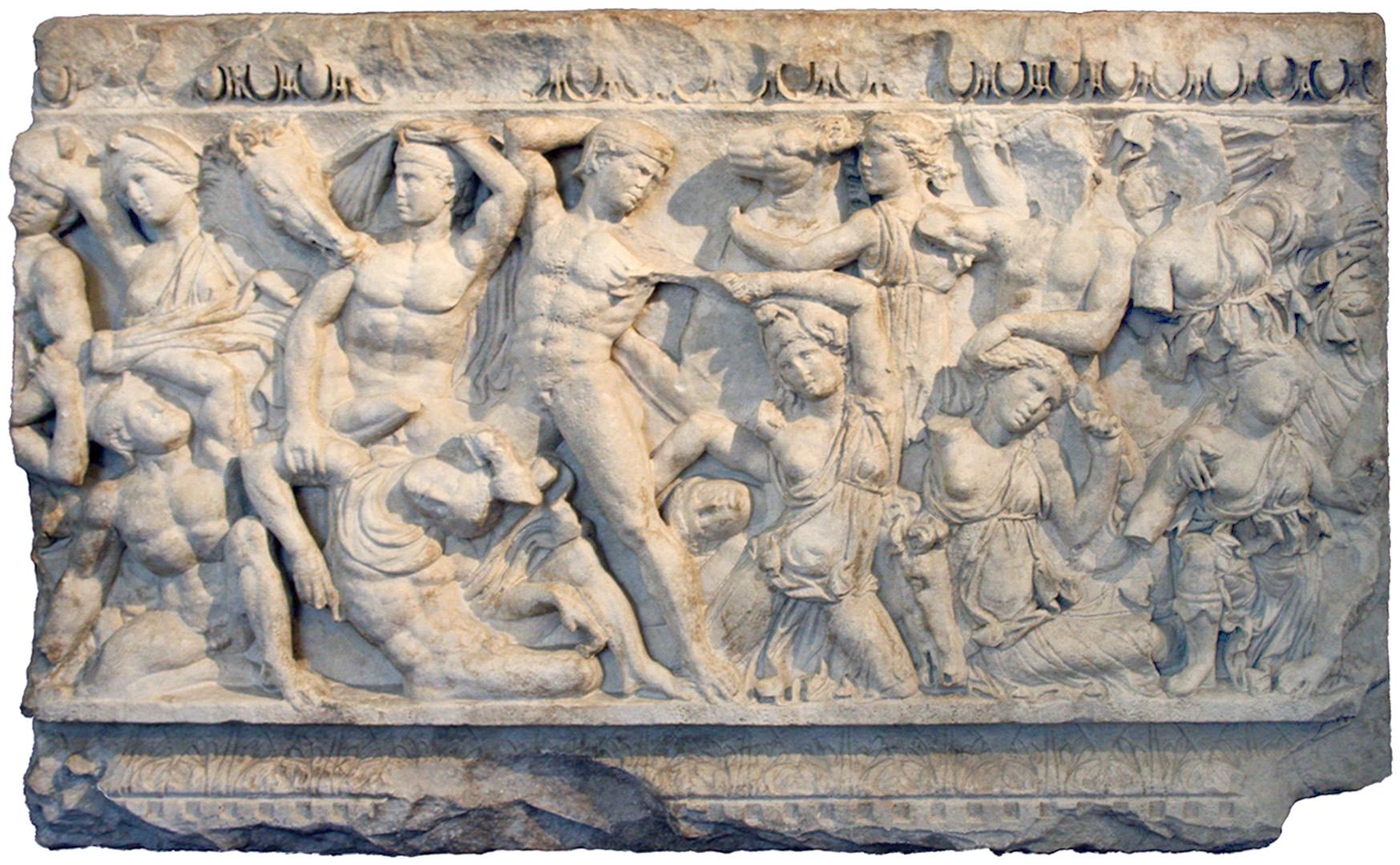
Amazzonomachia, su un sarcofago in marmo, II-III secolo d.C., Brescia, museo di Santa Giulia

L'amazzonomachia è un tema iconografico dell'arte greca e da qui passata anche all'arte etrusca, consistente nella rappresentazione della lotta tra Greci e Amazzoni. In molti casi, simboleggia la vittoria greca contro i Persiani o altre popolazioni esterne.
Si tratta soprattutto di scene di combattimento che vedono opposto questo popolo mitico di donne guerriere contro eroi, come Teseo, che cattura la regina Pentesilea, Achille che sconfigge Pentesilea davanti a Troia, o ancora Eracle che sconfigge Ippolita.
Il tema è presente in molte diverse rappresentazioni nella ceramica greca e in fregi templari o sculture frontonali: particolarmente celebre il fregio scolpito dagli scultori Timoteo, Briasside, Scopas e Leocare per il mausoleo di Alicarnasso. Anche le metope del lato occidentale (posteriore) del Partenone, oggi molto rovinate, riportavano questo tema.
Altri monumenti decorati con Amazzonomachie sono il Tempio di Apollo ad Eretria, il tesoro degli Ateniesi di Delfi e il tempio di Apollo Epicurio a Bassae.